# Islote Bear
La isla o islote Bear o isla del Teniente González es una isla rocosa a menos de 1 milla al oeste de la isla Stonington en la bahía Margarita, de la costa de la Tierra de Graham en la Antártida. 
Se cree que la isla Bear fue conocida por la Expedición Británica a la Tierra de Graham (BGLE) (1934-1937) comandada por Rymill y por la expedición del Servicio Antártico de los Estados Unidos (USAS) (1939-1941) al mando de Byrd, ambas operaron en el área de la isla Stonington. La isla Bear fue inspeccionada en 1947 por el British Antarctic Survey (FIDS), quien la llamó así en honor al USS Bear, el buque insignia del Servicio Antártico de los Estados Unidos (USAS), la expedición que visitó el área en 1940. Una expedición chilena en 1947 señaló un islote que coincide aproximadamente con las coordenadas de Bear, dándole el nombre de isla Teniente González, en honor del teniente Jorge González Baeza, quien integraba la expedición, pero el nombre luego fue suplantado.

## Reclamaciones territoriales
Argentina incluye a la isla en el departamento Antártida Argentina dentro de la provincia de Tierra del Fuego, Antártida e Islas del Atlántico Sur; para Chile forma parte de la comuna Antártica de la provincia Antártica Chilena dentro de la Región de Magallanes y de la Antártica Chilena; y para el Reino Unido integra el Territorio Antártico Británico. Las tres reclamaciones están sujetas a las disposiciones del Tratado Antártico.
Nomenclatura de los países reclamantes: 
- Argentina: islote Bear
- Chile: islote Bear
- Reino Unido: Bear Island